# Nicole Forester
Nicole Forester (geboren als Nicole Theresa Schmidt; * 19. November 1972 in Ann Arbor, Michigan, USA) ist eine US-amerikanische Schauspielerin.

## Leben
Mit fünf Jahren begann sie zu tanzen, im Alter von zwölf Jahren begann ihre Karriere als Darstellerin in verschiedenen Musicals. 
Mit 19 Jahren zog Forester nach Los Angeles. Dort schloss sie 1993 die American Academy of Dramatic Arts ab und wählte im gleichen Jahr den Mädchennamen ihrer Großmutter als Künstlernamen. 
Nicole Forester ist mit Paul Brown verheiratet. Die beiden haben zwei Kinder, Frances Eleanor (* 2009) und Paul Walker III (* 2010).
Aufgrund ihrer deutschen Abstammung studierte Forester drei Jahre lang Deutsch an der University of California, Los Angeles sowie ein Semester am Goethe-Institut in Schwäbisch Hall. 

## Karriere
Während ihrer Anfangszeit in Los Angeles wirkte Forester unter anderem bei Two and a Half Men, Monk, Will & Grace, The Single Guy und Beverly Hills 90210 mit. Zudem war sie in mehreren Werbeclips, beispielsweise für American Airlines, zu sehen. 
Nach ihrem Umzug nach New York im Jahr 2005 übernahm sie die Rolle der Cassie Layne Winslow in der Serie Guiding Light, in der sie in fast 300 Episoden auftrat.
Ab 2010 spielte sie in mehreren Filme wichtige Rollen, darunter The Double und Jack Reacher.
Im Jahr 2012 wirkte sie in der für den Golden Globe nominierten Serie Boss mit. Zudem hatte sie einige Auftritte in der Feuerwehr-Serie Chicago Fire.

## Filmografie
- 1995: Star Trek: Deep Space Nine (Fernsehserie, eine Folge)
- 1995: Der Ruf des Engels (The Christmas Box, Fernsehfilm)
- 1996: Champs (Fernsehserie, eine Folge)
- 1997: Swing Blade (Kurzfilm)
- 1997: Ein Single kommt immer allein (The Single Guy, Fernsehserie, eine Folge)
- 1997: Pensacola – Flügel aus Stahl (Pensacola: Wings of Gold, Fernsehserie, eine Folge)
- 1997: 13 Bourbon St.
- 1998: Beverly Hills, 90210 (Fernsehserie, 4 Folgen)
- 1998: In den Fängen der Bestie (Perfect Prey, Fernsehfilm)
- 1999: Drei Geheimnisse (Three Secrets, Fernsehfilm)
- 1999: The Omega Code
- 1999: Simpatico
- 1999: Diagnose: Mord (Diagnosis Murder, Fernsehserie, eine Folge)
- 1999: Malcolm & Eddie (Fernsehserie, eine Folge)
- 1999–2000: Shasta McNasty (Fernsehserie, 5 Folgen)
- 2000: Then Came You (Fernsehserie, eine Folge)
- 2002: Strong Medicine: Zwei Ärztinnen wie Feuer und Eis (Strong Medicine, Fernsehserie, eine Folge)
- 2002: Will & Grace (Fernsehserie, eine Folge)
- 2003: Mister Sterling (Fernsehserie, 5 Folgen)
- 2003: Star Trek: Enterprise (Fernsehserie, eine Folge)
- 2003: Vampires Anonymous
- 2004: Monk (Fernsehserie, eine Folge)
- 2004–2005: Two and a Half Men (Fernsehserie, 2 Folgen)
- 2005: Enough About Me (Fernsehfilm)
- 2005–2008: Springfield Story (Guiding Light, Fernsehserie)
- 2010: Trust – Blindes Vertrauen (Trust)
- 2011: The Double – Eiskaltes Duell (The Double)
- 2011–2012: Boss (Fernsehserie, 12 Folgen)
- 2012: Jack Reacher
- 2012–2014: Chicago Fire (Fernsehserie, 8 Folgen)
- 2013: The Wicked
- 2014: The Yank
- 2014: Those Who Kill (Fernsehserie, 2 Folgen)
- 2015: Dial a Prayer
- 2016: Batman v Superman: Dawn of Justice
- 2016: Eloise
- 2018: Gone (Fernsehserie, eine Folge)
- 2019: I See You
- 2019: The Last Summer
- 2020: All die verdammt perfekten Tage (All the Bright Places)